# Verwaltungsgemeinschaft Ipsheim
Die Verwaltungsgemeinschaft Ipsheim im mittelfränkischen Landkreis Neustadt a.d.Aisch-Bad Windsheim wurde im Zuge der Gemeindegebietsreform am 1. Mai 1978 gegründet und zum 1. Januar 1980 bereits wieder aufgelöst.
Der Verwaltungsgemeinschaft hatten die Marktgemeinde Ipsheim sowie die Gemeinden Dietersheim und Unternesselbach angehört. Während Ipsheim und Dietersheim seit 1980 Einheitsgemeinden mit eigener Verwaltung sind, wurde Unternesselbach mit gleicher Wirkung in die Stadt Neustadt a.d.Aisch eingegliedert.